# Espringola
Espringola – następca arkbalisty, machina miotająca wykorzystująca energię neurobalistyczną.
Wielkie arkbalisty, zwane espringolami, radziły sobie skutecznie z murami obleganych twierdz, jednak z racji swej wielkości, ciężaru i małej ruchliwości nie nadawały się do walk w polu. Rozpiętość łuku tych molochów sięgała 12 m i pomimo zespołu skomplikowanych przekładni i kołowrotów cięciwę musiało napinać 50 ludzi. Zasięg dzisiaj nie wydaje się imponujący, gdyż wynosił około 1100 m, należy jednak pamiętać, że na taką odległość miotano pociski o wadze do 200 kilogramów.